# Freddie Slack
Pour les articles homonymes, voir Slack.
Frederick Charles Slack (7 août 1910, Westby, Wisconsin - 10 août 1965, Los Angeles, Californie) est un pianiste et chef d'orchestre américain de swing et de boogie-woogie. 

## Biographie
Dans son enfance, Slack apprend à jouer de la batterie puis du xylophone, avant d'opter pour le piano à l'âge de 13 ans. Il étudie avec un professeur local tout au long de ses années de lycée. À 17 ans, il déménage avec ses parents à Chicago, où il poursuit sa formation musicale au Conservatoire Américain de Musique. Il y rencontre Rosy McHargue, une clarinettiste bien connue, qui l’emmène entendre de nombreux musiciens de premier plan, dont Bix Beiderbecke et Earl Hines. Son premier emploi est effectué auprès de Johnny Tobin au Beach View Gardens. Il s'installe ensuite à Los Angeles, où il travaille avec Henry Halstead, Earl Burtnett et Lennie Hayton, avant de rejoindre Ben Pollack en 1934. 
Il joue avec le Jimmy Dorsey Band dans les années 1930 et est un des membres fondateurs du Will Bradley Orchestra lors de sa formation en 1939. Connu par ses camarades de groupe sous le nom de « Daddy Slack », il joue la partie de piano solo sur l'enregistrement de Beat Me Daddy, Eight to the Bar de Bradley, l'un des premiers succès de boogie-woogie blanc et un classique de l'ère du Big Band. 

Dans la version originale de la chanson Down the Road a Piece, enregistrée en 1940 par le Will Bradley Trio, sur laquelle il joue du célesta, Slack est mentionné dans les paroles : 
 If you wanna' hear some boogie then I know the place
It's just an old piano and a knocked-out bass.
The drummer-man's a guy they call Eight-beat Mack
You remember Doc and old "Beat Me Daddy" Slack.
Man it's better than chicken fried in bacon grease

Come along with me boy, it's just down the road a piece.
« Eight Beat Mack » fait référence au batteur Ray McKinley et « Doc » au bassiste du groupe, Doc Goldberg. Slack réenregistre cette chanson à plusieurs reprises avec son propre groupe ou pour Ella Mae Morse and Her Boogie Woogie Seven.
Il forme son propre orchestre en 1942 et signe avec le label nouvellement créé Capitol Records. Le 21 mai 1942, il enregistre trois chansons lors de sa troisième session pour Capitol. Son interprétation de Cow Cow Boogie, chantée par Ella Mae Morse, alors âgée de 17 ans, est le 2e disque publié par Capitol le 1er juillet 1942. Il atteint la 1re place du hit parade le 25 juillet. C'est le premier single certifié or de la firme. Ensemble, ils obtiennent un autre tube avec Mr. Five by Five, une chanson écrite par Gene de Paul et Don Raye, qui se classe no 1 du Harlem Hit Parade du magazine Billboard et entre dans Top 10 des charts pop.
Le guitariste T-Bone Walker est membre de l'orchestre de Freddie Slack de 1942 à 1944, et Slack accompagne ensuite Walker sur son premier enregistrement solo pour Capitol, Mean Old World. Ce groupe obtient également un succès avec Strange Cargo.
Freddie Slack est également co-auteur, avec Don Raye, du classique de 1945, The House of Blue Lights, enregistré pour la première fois avec la chanteuse Ella Mae Morse, puis repris par Chuck Miller, The Andrews Sisters, Chuck Berry et Jerry Lee Lewis. 
Slack continue d'enregistrer avec Capitol au moins jusqu'en 1950, gravant quelque 80 pistes pour ce label. Il travaille également en tant qu'accompagnateur pour Big Joe Turner, Johnny Mercer, Margaret Whiting ou Lisa Morrow. Il fait aussi des apparitions régulières dans des films comme Reveille with Beverly (1943), Hollywood Parade (1944) et Seven Days Ashore (1944).
Son album de 1955, Boogie Woogie on the 88, comporte une section de cuivres comprenant notamment les musiciens de jazz Shorty Sherock et Herbie Harper, avec des arrangements de Benny Carter . 
Après avoir abandonné son bâton de chef d'orchestre, Slack reste basé en Californie dans les années 1950 et 1960, mais dans le cadre plus étroit d'un duo ou trio de pianos, apparaissant dans des clubs et des salons de cocktails.
Au cours des dernières années de sa vie, il souffre de diabète. Le 10 août 1965, Freddie Slack est retrouvé mort dans sa chambre de « cause indéterminée ». Le guitariste Steve Jordan suppose que l'alcool en est la cause.
Le critique John Bentley a dit de Slack : « C'était un personnage, bien sûr, mais un sacré joueur en plus. Il était assis au piano, l'air généralement un peu distrait, ce qu'il était le plus souvent, mais pendant les années où je l'ai connu, je ne l'ai jamais vu jouer une mauvaise note ».

## Filmographie
- 1941 : Deux Nigauds aviateurs (Keep 'Em Flying), d'Arthur Lubin
- 1943 : Reveille with Beverly, de Charles Barton
- 1943 : L'Aventure inoubliable (The Sky's the Limit), d'Edward H. Griffith
- 1944 : Les Mains qui tuent (Phantom Lady), de Robert Siodmak
- 1944 : Hat Check Honey, d'Edward F. Cline
- 1944 : Seven Days Ashore, de John H. Auer
- 1944 : Hollywood Parade (Follow the Boys), d'A. Edward Sutherland et John Rawlins
- 1944 : Babes on Swing Street, d'Edward C. Lilley
- 1946 : High School Hero (en) d'Arthur Dreifuss